# Urschlaraffia
Die Urschlaraffia war ein Verband von Geselligkeitsvereinen im deutschen Sprachraum.
Ihre Zusammenkünfte fanden seit der ersten Hälfte des 20. Jahrhunderts in der Form eines ritterlichen Spiels statt. Der Vereinszweck (Pflege von Kunst und Wissenschaft, Humor, Freundschaft), die Satzung und das Zeremoniell dieses Männerbundes folgten dabei fast durchgehend denen der Schlaraffia.

## Geschichte
Die Urschlaraffia entstand mit dem ersten Urschlaraffenreych (Reych = Ortsverein) Castellum Vindobonense im Jahre 1925 in Wien als Parallelgründung zur seit 1859 (Prag) bzw. 1871 (Wien) bestehenden Schlaraffia (Allschlaraffia). Zur Spaltung führte ein Streit um die Anwendung des Arierparagraphen und fürderhin nahm die Urschlaraffia eine eher "völkisch-antisemitisch" gesinnte Haltung ein.

### Entwicklung
Wie in der Schlaraffia erfolgte die Ausbreitung durch Tochterreyche. Solche wurden vor dem Zweiten Weltkrieg v. a. in Österreich und auf dem Gebiet der Tschechoslowakei (Sudetenland) in größerer Zahl gegründet, auch an Orten, wo schon eine Schlaraffia bestand. Mit der Besetzung durch das nationalsozialistische Deutschland fand die Urschlaraffia (wie auch die Schlaraffia in diesen Gebieten) 1938 bzw. 1939 ein vorläufiges Ende. Nach dem Zweiten Weltkrieg entstanden in Österreich einige Urschlaraffenreyche wieder, es fanden auch Neugründungen statt. Schließlich bestanden Urschlaraffenreyche in Wien, Klagenfurt, Mariazell, Graz, Althofen, Windischgarsten und Rottenmann. Ein weiteres Urschlaraffenreych existierte in München.

### Unterschiede zur Schlaraffia
Die Unterschiede im Vereinszweck und in der Form des Vereinslebens waren sehr gering. Zum Beispiel wurde das Motto "In arte voluptas" (In der Kunst die Lust) ersetzt durch "In litteris et artibus voluptas" (In den Wissenschaften und den Künsten die Lust), statt "Lulu!" diente "Ehe!" als Gruß und Beifallsruf. Die Mitglieder der Urschlaraffia waren oft eher deutschnational geprägt. Juden, auch Männer mit jüdischen Ehefrauen fanden keine Aufnahme. Eingetreten war auch der Schriftsteller Emil Hadina, um dort seine nationale Haltung  einbringen zu können.

## Vereinigung mit dem Verband Allschlaraffia
Nach längeren Verhandlungen wurden 1972 die österreichischen Urschlaraffenreyche als allschlaraffische Colonien (Colonie = Vorstufe zu einem Schlaraffenreych) in die Gemeinschaft Allschlaraffias aufgenommen. Das Münchener Urschlaraffenreych folgte 1973.